# 前脛骨筋
前脛骨筋（ぜんけいこつきん、英語: tibialis anterior muscle）は人間の下肢の筋肉で足関節の背屈、内反、足底のアーチ維持を行う。
脛骨の外側面、骨間膜および下腿筋膜から起こり、三角柱状の筋腹はやがて1本の腱になって、腱は上伸筋支帯と下伸筋支帯の下を腱鞘に包まれて通り抜け、内側楔状骨と第1中足骨の足底面で停止する。